# Hilda Moore
Hilda Moore (Londres, Inglaterra, 1890 – Nova Iorque, EUA, 18 de maio de 1929) foi uma atriz de teatro e cinema britânica.

## Filmografia selecionada
- Whoso Is Without Sin (1916)
- The Broken Melody (1916)
- The Second Mrs Tanqueray (1916)
- Justice (1917)
- Palais de danse (1928)
- Jealousy (1929)